# Friedrich Wilhelm von Lepel (1716–1783)

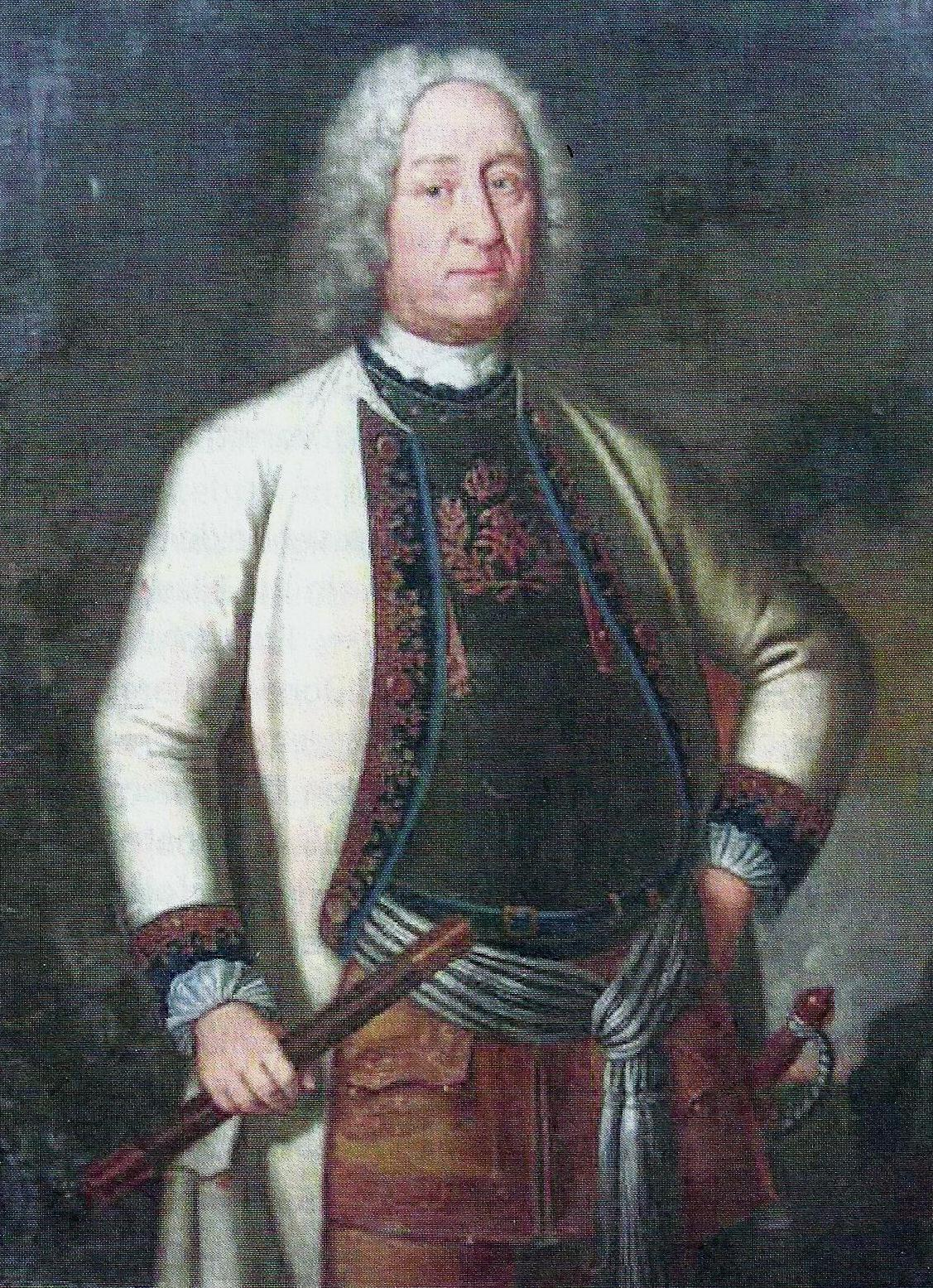
Friedrich Wilhelm Graf von Lepel (1716–1783)

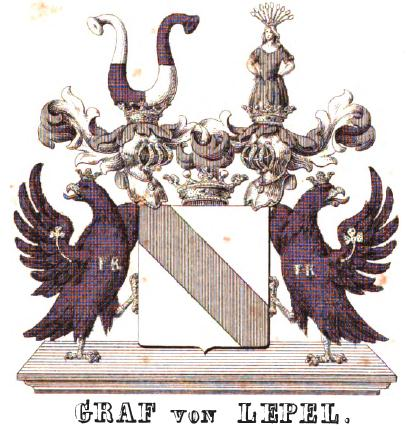
Hauswappen der Grafen von Lepel

Graf Friedrich Wilhelm von Lepel (* 1. Dezember 1716 in Bahne bei Hoogstede; † 2. Dezember 1783 in Nassenheide) war ein deutscher Erb-, Lehns- und Gerichtsherr auf Böck, Nassenheide, Plöwen, Blankensee, Frauenhagen und Kuhweide, preußischer Offizier, Kunstsammler, Ritter und Komtur des Johanniterordens.

## Herkunft
Friedrich Wilhelm von Lepel war der Sohn von Otto Gustav von Lepel, preußischer Generalmajor, Rittergutsbesitzer auf Böck, Blankensee und Nassenheide und Gouverneur der Festung Küstrin und der Louisa Scholastika, geborene von Blanckensee (1683–1745).

## Leben
Als sein Vater 1735 starb, wurde er im Alter von neunzehn Jahren Erbe der Nassenheider Güter. Den Lehnseid leistete er in Stettin 1736. Zehn Jahre lang stand er in preußischen Militärdiensten. 1735 wurde er Fähnrich bei den Dragonern im Regiment „von Graevenitz“ in Magdeburg, 1740 avancierte er zum Sekondeleutnant. Wegen eines Augenleidens, das im Laufe der Zeit – mehr als dreißig Jahre vor seinem Tod – zu seiner völligen Blindheit führte, entschloss sich Friedrich Wilhelm Ende 1745, seinen Abschied zu nehmen. Danach lebte er mehrere Jahre in Frankreich, anschließend in Stettin. In dieser Zeit waren die Nassenheider Güter verpachtet. Später wohnte er zwar auf Nassenheide, beließ es aber bei der Verpachtung. Im Herrenhaus legte er als Ergebnis seiner zahlreichen kunstorientierten Reisen Kunstsammlungen an, die nach seinem Tod von seinem Sohn Wilhelm mit noch größerer Leidenschaft und Tatkraft erheblich erweitert wurden.
Am 26. Februar 1737 wurde er in der Kirche zu Sonnenburg zum Ritter des Johanniterordens geschlagen. Später wurde er auch deren Komtur.
Der preußische König Friedrich II. erhob Friedrich Wilhelm samt seinen ehelichen Abkömmlingen „beyderley Geschlechts“ mit Diplom vom 26. August 1749 in den erblichen Grafenstand.
Er musste von 1751 bis 1771 einen zwanzigjährigen Lehnsprozess durchstehen, in Gang gesetzt durch die Familie von Ramin. Er hatte aber mit Durchhaltewillen und den größeren Finanzreserven den Prozess gewonnen.
Friedrich Wilhelm soll nach dem Tod seiner Gemahlin, völlig erblindet, in Stettin gelebt haben, ist aber in Nassenheide gestorben. Er wurde ebenso wie zuvor sein Vater in der Familiengruft in Böck beigesetzt.

## Familie
Friedrich Wilhelm heiratete im Jahre 1752 Amalie Gräfin Henckel von Donnersmarck (1720–1783). Aus der Ehe gingen fünf Kinder, drei Söhne und zwei Töchter hervor. Aber nur sein Sohn und Erbe Wilhelm (1755–1826) sowie die beiden Töchter Ottilie (1756–1843) und Ulrike (1759–1831) überlebten das Kleinkindalter.
1. Heinrich (Lebensdaten nicht bekannt)
2. Wilhelm Heinrich Ferdinand Karl (1755–1826), Königlich Preußischer Gesandter am schwedischen Hof in Stockholm
3. Juliane (* 17. Oktober 1756; Sterbedatum nicht bekannt), Zwilling ihrer Schwester Ottilie
4. Eleonora Maximiliane Ottilie Louise (1756–1843), Palastdame und Oberhofmeisterin bei Maria Pawlowna, Großherzogin von Sachsen-Weimar-Eisenach, ⚭ Frauenhagen, Stolpirer Kreis, 11. Januar 1774 Viktor Amadeus Henckel von Donnersmarck (1727–1793), preußischer Generalleutnant und Gouverneur von Königsberg.
5. Friederike Henriette Ulrike Scholastika (* 10. April 1759 in Nassenheide; † 20. Dezember 1831 in Stettin), seit 1804 Hofdame der Prinzessin Charlotte von Mecklenburg in Ludwigslust, ⚭ 30. Januar 1781 Bogislav Karl von Schmeling (* 1754; † vor 1804)